# Xenoglossa mustelina
Xenoglossa mustelina är en biart som först beskrevs av Fox 1893.  Xenoglossa mustelina ingår i släktet Xenoglossa och familjen långtungebin. Inga underarter finns listade i Catalogue of Life.